# Barbara Gerken
Barbara Gerken (née le 3 juillet 1964) est une joueuse de tennis américaine, professionnelle dans les années 1980.
En 1981, elle a joué les quarts de finale à l'US Open (battue par Barbara Potter), non sans avoir éliminé Wendy Turnbull (7e tête de série) au 2e tour. Il s'agit là de sa meilleure performance en simple dans une épreuve du Grand Chelem.
Barbara Gerken a remporté un tournoi WTA en double pendant sa carrière.

## Palmarès

### Titre en simple dames
Aucun

### Finales en simple dames
| No | Date       | Nom et lieu du tournoi    | Catégorie | Dotation | Surface    | Vainqueure       | Score    |          |
| -- | ---------- | ------------------------- | --------- | -------- | ---------- | ---------------- | -------- | -------- |
| 1  | 21/07/1986 | North Face Open, Berkeley |           | 50 000 $ | Dur (ext.) | Melissa Gurney   | 6-1, 6-3 | Parcours |
| 2  | 13/04/1987 | Suntory Japan Open, Tokyo |           | 75 000 $ | Dur (ext.) | Katerina Maleeva | 6-2, 6-3 | Parcours |
| 3  | 27/04/1987 | Singapore Open, Kallang   |           | 50 000 $ | Dur (ext.) | Anne Minter      | 6-4, 6-1 | Parcours |

### Titre en double dames
| No | Date       | Nom et lieu du tournoi                    | Catégorie | Dotation | Surface         | Partenaire     | Finalistes               | Score    |          |
| -- | ---------- | ----------------------------------------- | --------- | -------- | --------------- | -------------- | ------------------------ | -------- | -------- |
| 1  | 06/10/1986 | Taipei International Championships Taïwan |           | 50 000 $ | Moquette (int.) | Lea Antonoplis | Gigi Fernández Susan Leo | 6-1, 6-2 | Parcours |

### Finales en double dames
| No | Date       | Nom et lieu du tournoi                 | Catégorie | Dotation  | Surface    | Vainqueures                           | Partenaire      | Score    |          |
| -- | ---------- | -------------------------------------- | --------- | --------- | ---------- | ------------------------------------- | --------------- | -------- | -------- |
| 1  | 27/04/1987 | Singapore Open Kallang                 |           | 50 000 $  | Dur (ext.) | Anna Maria Fernández Julie Richardson | Heather Ludloff | 6-1, 6-4 | Parcours |
| 2  | 27/07/1987 | California State Championships Aptos   |           | 50 000 $  | Dur (ext.) | Kathy Jordan Robin White              | Lea Antonoplis  | 6-1, 6-0 | Parcours |
| 3  | 02/11/1987 | Virginia Slims of Arkansas Little Rock |           | 75 000 $  | Dur (ext.) | Mary Lou Piatek Robin White           | Lea Antonoplis  | 6-2, 6-4 | Parcours |
| 4  | 11/04/1988 | Suntory Japan Open Tokyo               | Tier V    | 100 000 $ | Dur (ext.) | Gigi Fernández Robin White            | Lea Antonoplis  | 6-1, 6-4 | Parcours |

## Parcours en Grand Chelem

### En simple dames
| Année | Open d'Australie (janvier) | Open d'Australie (janvier) | Internationaux de France | Internationaux de France | Wimbledon       | Wimbledon         | US Open         | US Open          | Open d'Australie (décembre) | Open d'Australie (décembre) |
| ----- | -------------------------- | -------------------------- | ------------------------ | ------------------------ | --------------- | ----------------- | --------------- | ---------------- | --------------------------- | --------------------------- |
| 1981  | n/a                        | n/a                        | -                        | -                        | -               | -                 | 1/4 de finale   | Barbara Potter   | -                           | -                           |
| 1982  | n/a                        | n/a                        | -                        | -                        | 2e tour (1/32)  | Chris Evert       | 1er tour (1/64) | Beth Herr        | -                           | -                           |
| 1983  | n/a                        | n/a                        | -                        | -                        | -               | -                 | 1er tour (1/64) | Julie Harrington | -                           | -                           |
| 1984  | n/a                        | n/a                        | 1er tour (1/64)          | Manuela Maleeva          | 2e tour (1/32)  | Lisa Bonder       | 3e tour (1/16)  | Bonnie Gadusek   | 1er tour (1/32)             | Mary Lou Piatek             |
| 1985  | n/a                        | n/a                        | -                        | -                        | 2e tour (1/32)  | Virginia Wade     | 1er tour (1/64) | Zina Garrison    | 1er tour (1/32)             | Amanda Brown                |
| 1986  | n/a                        | n/a                        | 1er tour (1/64)          | Pascale Etchemendy       | 3e tour (1/16)  | Gabriela Sabatini | 1er tour (1/64) | Chris Evert      | n/a                         | n/a                         |
| 1987  | 1er tour (1/64)            | Louise Field               | -                        | -                        | 1er tour (1/64) | Gabriela Sabatini | 1er tour (1/64) | Rosalyn Fairbank | n/a                         | n/a                         |
| 1988  | -                          | -                          | -                        | -                        | 1er tour (1/64) | Masako Yanagi     | -               | -                | n/a                         | n/a                         |

À droite du résultat, l’ultime adversaire.

### En double dames
| Année | Open d'Australie (janvier) | Open d'Australie (janvier) | Internationaux de France    | Internationaux de France   | Wimbledon                    | Wimbledon                 | US Open                       | US Open                  | Open d'Australie (décembre)   | Open d'Australie (décembre) |
| ----- | -------------------------- | -------------------------- | --------------------------- | -------------------------- | ---------------------------- | ------------------------- | ----------------------------- | ------------------------ | ----------------------------- | --------------------------- |
| 1984  | n/a                        | n/a                        | 1er tour (1/32) Beth Herr   | N. Herreman C. Suire       | -                            | -                         | 2e tour (1/16) Penny Barg     | Chris Evert B. J. King   | -                             | -                           |
| 1985  | n/a                        | n/a                        | -                           | -                          | 2e tour (1/16) Sophie Amiach | Jo Durie Chris Evert      | 1er tour (1/32) Sophie Amiach | Laura Arraya Amy Holton  | 1er tour (1/16) Sophie Amiach | Elise Burgin E. Smylie      |
| 1986  | n/a                        | n/a                        | 1er tour (1/32) Pam Casale  | Mercedes Paz Virginia Wade | 2e tour (1/16) Van Rensburg  | H. Mandlíková W. Turnbull | 2e tour (1/16) S. Mascarin    | Elise Burgin R. Fairbank | n/a                           | n/a                         |
| 1987  | 2e tour (1/8) Terry Phelps | H. Mandlíková W. Turnbull  | 1er tour (1/32) Patricia Hy | E. Derly Maïder Laval      | 1er tour (1/32) S. Mascarin  | C. MacGregor              | 2e tour (1/16) Elly Hakami    | Terry Phelps R. Reggi    | n/a                           | n/a                         |
| 1988  | -                          | -                          | -                           | -                          | 2e tour (1/16) L. Antonoplis | L. Savchenko N. Zvereva   | -                             | -                        | n/a                           | n/a                         |

Sous le résultat, la partenaire ; à droite, l’ultime équipe adverse.

### En double mixte
| Année | Open d'Australie (janvier), | Open d'Australie (janvier), | Internationaux de France    | Internationaux de France | Wimbledon                     | Wimbledon                 | US Open                      | US Open                   | Open d'Australie (décembre), | Open d'Australie (décembre), |
| ----- | --------------------------- | --------------------------- | --------------------------- | ------------------------ | ----------------------------- | ------------------------- | ---------------------------- | ------------------------- | ---------------------------- | ---------------------------- |
| 1984  | n/a                         | n/a                         | -                           | -                        | -                             | -                         | 2e tour (1/16) Gary Donnelly | Kathy Jordan Steve Denton | n/a                          | n/a                          |
| 1985  | n/a                         | n/a                         | -                           | -                        | 1er tour (1/32) Craig Wittus  | M. Reinach van Rensburg   | -                            | -                         | n/a                          | n/a                          |
| 1987  | -                           | -                           | 3e tour (1/8) P. Chamberlin | Pam Shriver E. Sánchez   | 1er tour (1/32) P. Chamberlin | B. Nagelsen Peter Fleming | -                            | -                         | n/a                          | n/a                          |

Sous le résultat, le partenaire ; à droite, l’ultime équipe adverse.

## Classements WTA en fin de saison

### En simple
| Année | 1986 | 1987 | 1988 |
| Rang  | 91   | 63   | 191  |

Source : (en) « Classements de Barbara Gerken », sur le site officiel du WTA Tour

### En double
| Année | 1986 | 1987 | 1988 |
| Rang  | 81   | 61   | 46   |

Source : (en) « Classements de Barbara Gerken », sur le site officiel du WTA Tour